# Akustisches Musikinstrument
Begriff des akustischen Musikinstruments ist ein Retronym, das in der Aufnahmetechnik, Beschallungstechnik und z. T. im Instrumentenbau als Gattungsbezeichnung für Instrumente gebraucht wird, die aufgrund ihres mechanisch-akustischen Funktionsprinzips direkt musikalisch nutzbaren Schall erzeugen, wie beispielsweise Pauke, Flöte, Geige, Xylophon, akustische Gitarre und Akustikbass. Er wird benutzt, um diese gegenüber Instrumentengruppen abzugrenzen, deren mechanisch-akustische Schwingungen erst noch elektroakustisch verstärkt werden müssen (z. B. Elektrogitarre), oder Instrumenten/Geräten wie Synthesizer, Sampler und Rauschgenerator, die erst gar keinen mechanisch-akustischen Anteil enthalten.

## Kritik
Der Gebrauch des Adjektivs akustisch für nur eine bestimmte Gruppe von Musikinstrumenten ist nicht sachgerecht. In der Fachliteratur und Musikwissenschaft werden stattdessen die Begriffe konventionell oder herkömmlich gebraucht. In physikalisch ausgerichteten Publikationen, die sich um die genaue Beschreibung der Klangentstehung bemühen, ist der Begriff des mechanischen Musikinstrumentes anzutreffen (dann nicht mit den mechanischen Musikautomaten zu verwechseln).